# Placobdella montifera
Placobdella montifera är en ringmaskart som först beskrevs av Moore 1906.  Placobdella montifera ingår i släktet Placobdella och familjen broskiglar. Inga underarter finns listade i Catalogue of Life.